# Gary Hamel
Pour les articles homonymes, voir Hamel.
Gary Hamel est le président-fondateur de Strategos, cabinet international de conseil en management basé à Chicago.

## Biographie
Gary Hamel est le président-fondateur de Strategos, cabinet international de conseil en management basé à Chicago. Il est également professeur invité de la Harvard Business School et de la London Business School, directeur du Woodside Institute, une fondation de recherche à but non lucratif basée à Woodside en Californie et directeur du MLab, laboratoire de recherche sur les pratiques manageriales innovantes.
Il est à l'origine avec C. K. Prahalad du concept de cœur de compétence.
Il a toujours su allier la recherche théorique à l’expérience de l’homme de terrain. Son livre La conquête du futur 1995 ((en) "Competing for the Future") est considéré aujourd’hui comme un des principaux ouvrages de management des années 1990. Dans Révolution en tête 2000 ((en) "Leading the Revolution"), il déclare la fin du progrès continu (selon le modèle Kaizen) au profit des bouleversements stratégiques. Mais sa réputation a été ternie peu après la publication de cet ouvrage car il y donnait un avis très positif sur la société Enron, peu avant la retentissante faillite de celle-ci.
En février 2015, il a animé un séminaire en Inde avec Vineet Nayar, P-DG de HCL Technologies Ltd. (HCLT) et auteur de l'ouvrage "Les employés d'abord, les clients ensuite." (éditions diateino, 2011)
Parmi ses publications principales :
- The Core Competence of the Corporation, Harvard Business Review (1990)
- Strategy as Revolution, Harvard Business Review (1996)
- Competing for the future, Harvard Business School Press (1997)
- Leading the Revolution, Harvard Business School Press (2000)
- The Future of Management, Harvard Business School Press (2007)
- « The Quest for resilience »

## Résilience organisationnelle
Un article avec Lisa Valïkangas sur la résilience